# 馮銓
馮 銓（ふう せん、1596年1月12日（万暦23年12月13日） - 1672年）は、明末および清初の官員・能書家。字は振鷺。

## 生涯
涿州の人。父の馮盛明は万暦17年（1589年）の進士であり、父より学問の手ほどきを受けた。書法がすぐれ学問を好み、周延儒と並んで当時の美少年として知られた。
万暦41年（1613年）、18歳のとき科挙に合格して進士に及第し、庶吉士になった。のち、翰林院検討に進んだ。翰林院の同僚で50歳過ぎの繆昌期に強犯され、仇同士になった。天啓元年（1621年）、後金軍が遼陽を占領した際、東林党の官員らは遼兵備道の馮盛明の責任に帰し、馮盛明は投獄された。馮銓は多くの同僚らに助けを求めたが、ひとしきり皮肉られた。やむなく馮銓は魏忠賢にひざまずいて助けを請い、同情を得た。馮盛明に対して赦免が与えられたので、馮銓は以後魏忠賢に誠心誠意尽くした。
天啓5年（1625年）、馮銓の策謀で熊廷弼が処刑された。同年、礼部左侍郎と東閣大学士に上り、国政に参与した。しかし崔呈秀とそりが合わず、排撃を受け翌年に免職された。馮銓は少しも恨み言を言わなかった。崇禎元年（1628年）、魏忠賢に連座し、懲役3年の判決を下された。
順治元年（1644年）、摂政王ドルゴンの招請に応じて、清の大学士になった。1645年（順治2年）5月、馮銓を総裁として『明史』を編纂するために明史館が設置された。のち、『清太宗実録』の編輯となり、太傅と太子太保に上った。順治8年（1651年）、ドルゴン死後のドルゴン派失脚に連座して帰郷したが、順治12年（1655年）に太師に上った。翌年、定年退職した。康熙11年（1672年）11月、病没した。文敏と諡された。

## 参考資料
- 『崇禎長編』
- 『明史』
- 『清史稿』
- 『造化元鑰』